# Markaz al Ḩāmūl
Markaz al Ḩāmūl (arabiska: مركز الحامول) är en region i Egypten. Den ligger i guvernementet Kafr el-Sheikh, i den norra delen av landet, 150 km norr om huvudstaden Kairo.